# Xanthoceras
Xanthoceras es un género de árboles de la familia Sapindaceae, natural de China. El nombre del género Xanthoceras (que se traduce como "cuerno amarillo") se considera el miembro más basal de la familia Sapindaceae. Su especie más conocida por sus propiedades y características es Xanthoceras sorbifolium.

## Especies
- Xanthoceras enkianthiflora
- Xanthoceras sorbifolium
- Xanthoceras sorbifolia

Algunos consideran que hay una sola especie, X. sorbifolium